# Pouzolzia laevigata
Pouzolzia laevigata är en nässelväxtart som först beskrevs av Jean Louis Marie Poiret, och fick sitt nu gällande namn av Gaud.. Pouzolzia laevigata ingår i släktet Pouzolzia och familjen nässelväxter. Inga underarter finns listade i Catalogue of Life.